# Kanton (Luksemburg)
Kanton – jednostka podziału administracyjnego Luksemburga. Trzy dystrykty są podzielone na dwanaście kantonów, te zaś na 116 gmin.
Lista kantonów z podziałem według byłych dystryktów:

## Dystrykt Diekirch
- Clervaux (Klierf; Clerf)
- Diekirch (Dikrech)
- Redange (Réiden; Redingen)
- Vianden (Veianen)
- Wiltz (Wolz))

## Dystrykt Grevenmacher
- Echternach (Iechternach)
- Grevenmacher (Gréiwemaacher)
- Remich (Réimech)

## Dystrykt Luksemburg
- Capellen
- Esch-sur-Alzette (Esch-Uelzecht; Esch an der Alzette)
- Luksemburg (Lëtzebuerg; Luxembourg; Luxemburg)
- Mersch (Miersch)